# Márcadópuszta
Márcadópuszta az elpusztult egykori település, Márcadó helyén található lakatlan terület elnevezése Somogy vármegyében, Zselickisfalud határában. A falunak már 1237-ben írásos nyomait találjuk. Nevét a márcról, vagyis a mézsörről kapta, mivel egy királyi udvarháznak mézsört adó szolgáltató település volt. Az eltűnt településre ma már csak falmaradványokból, a körülöttük álló telepített fenyőkből és gyümölcsfákból, valamint néhány sírkőből lehet következtetni.

## Fekvése
A Zselici Tájvédelmi Körzet területén, a szintén Zselickisfaludhoz tartozó Kardosfapusztától 2 kilométerre délre, Somogy vármegye területén, a baranyai határtól körülbelül egy kilométerre fekszik a zöld sáv turistajelzés mellett.

## Története
Somogy vármegye ősi települései közül az egyik legtöbbet említett hely Márcadó. Bizonyára már a honfoglaláskorban megszállt hely, még a nemzetségi birtokok közül való. Államalapító királyunk megtartotta királyi birtoknak, ahol márcadók (márckészítő szolgálónépek) laktak a királyi udvarbirtokon. Az elkövetkező évszázadokban is királyi, királynéi disznóóvók, udvarnokok lakták.
1220-ban a pannonhalmi apát 300 családot telepített be Szlavóniából 10 faluba. Ezeket gyesznóóvóknak nevezték, mivel eredeti feladatuk disznótartás és makkoltatás volt az erdőségben. Ők kezdték meg a zselici erdő ősrengetegének irtását. Az apátságnak a szokásos adókon felül megfizették az I. István által a mártonhegyi monostornak örök időkre adományozott tizedet is a méhek, sertések és a mezei termés után.
IV. Béla király Albeus mesterrel, a nyitrai főesperessel az 1237-40-es években összeíratta a pannonhalmi apátság határait és népeinek köteles szolgáltatásait. A 996-ban alapított apátság földbirtokai Győr, Komárom, Pozsony, Somogy, Tolna és Baranya vármegyékben feküdtek. Somogy vármegyében birtokolták többek között az úgynevezett zselici kanászfalvakat. A 10 kanászfaluból ma már csak Bőszénfa és Szentlászló létezik.
A török uralom vége felé lakosai elhagyták, és többnyire Zselickisfaludra költöztek át. 
1702-ben Kaposvárral és uradalmával herceg Esterházy Pál birtoka lett. Ettől kezdve 1945-ig az Esterházy-család hitbizománya volt.
1907-ben 168-an, az 1930-as években még csaknem 100-an lakták, önálló katolikus iskolája volt, a körorvos is kijárt rendelni. 1932-ben Gönczi Ferenc néprajzkutató és társa itt készítettek fényképfelvételeket a somogyi kanásztáncról.
Mára már csak bozóttal benőtt téglatörmelék maradt az egykori településből. Megtalálhatjuk az egykori Márcadót, csak az erdőbe éppenséggel nem illő gyümölcsfákat kell keresnünk. A falu temetőjét puspángbokrok jelzik, körülöttük szépen faragott sírkövek fekszenek ledőlve az avarban.